# War of the Lance
War of the Lance est un jeu vidéo de type wargame conçu par David Landrey et développé et publié par Strategic Simulations en 1989 sur Apple II puis porté en 1990 sur Commodore 64 et MS-DOS. Il se déroule dans l'univers de Lancedragon, un décor de campagne du jeu de rôle Donjons et Dragons créé par Tracy Hickman.

## Trame
War of the Lance prend place dans l'univers de Lancedragon, un décor de campagne du jeu de rôle Donjons et Dragons créé par Tracy Hickman. Le jeu se déroule sur le continent de Ansalon du monde Krynn après que les dragons aient été banni de ce dernier à la suite d'un cataclysme. Profitant de cette période d'accalmie, Takhisis - la reine des ténèbres - et son allié le seigneur de Neraka lève une gigantesque armée de draconien et s'attaque au royaume de Whitestone. Après une première victoire des forces des ténèbres, le joueur se voit confier la tâche de retourner la situation afin de mené les forces de  Whitestone à la victoire.

## Système de jeu
War of the Lance est un wargame. Le jeu se déroule sur une carte en deux dimensions sur laquelle figurent différents éléments d'environnement - comme les villes, les forêts, les fleuves et les ponts – et les troupes des différents protagonistes, qui sont représentés par des carrés dont l'aspect change en fonction du type d'unité. Chaque joueur a accès à trois types d'unités : les unités terrestres - comme les fantassins ou les cavaliers - les unités navales et les unités aériennes comme les griffons, les dragons ou même les citadelles volantes. La plupart des races de l'univers de Lancedragon sont présentes dans le jeu, incluant les humains, les nains, les elfes, les kenders, les hobgobelins, les draconiens et les minotaures.
Chaque tour de jeu est divisé en plusieurs phases correspondant à différents types d'actions que le joueur peut effectuer : messages, quêtes, diplomatie, mouvements, repos et combats.
Deux modes de jeu sont disponibles dans War of the Lance. Dans le mode campagne, le jeu commence au début de la Guerre de la Lance, le joueur devant ensuite progresser dans la campagne scénario après scénario. Dans le mode scénario, le joueur peut diriger l'un des deux camps à des moments plus avancés de la guerre, chaque camps disposant alors de plusieurs alliés.

## Accueil
| War of the Lance  |    |      |
| The Games Machine | UK | 84 % |
| Dragon            | US | 4/5  |
| Gen4              | FR | 79 % |
| Zzap!64           | US | 80 % |

Au total, 15 255 copies du jeu sont vendues par Strategic Simulations.